# G. G. Junior
Pour les articles homonymes, voir Gustin.
Pour son père, le pianiste et compositeur de jazz, voir Gérard Gustin.
G. G. Junior (né Gérard Henri Jacques Gustin à Paris le 22 novembre 1957 et mort le 8 juillet 1996 à Oxnard, Californie) est un chanteur et acteur français.

## Biographie
Fils de la chanteuse Nelly Perrier et de l'auteur et compositeur Gérard Gustin, il a notamment joué dans L'Hôtel de la plage de Michel Lang (1978) et Deux heures moins le quart avant Jésus-Christ de Jean Yanne (1982). Par ailleurs, il a publié six 45 tours entre 1978 et 1984.
Il meurt d'une overdose à Los Angeles en 1996.

## Discographie
- 1978 : Tu m'connais pas (CBS)
- 1978 : C'est pas une vie (CBS)
- 1979 : White magic (AZ) (1979)
- 1982 : Une musique américaine (WEA)
- 1982 : On est rien sans amour (WEA)
- 1984 : Lili (TREMA)

## Filmographie
- 1978 : L'Hôtel de la plage de Michel Lang
- 1982 : Deux heures moins le quart avant Jésus-Christ de Jean Yanne